# سیگفاکس
سیگفاکس (انگلیسی: Sigfox) شرکت ارتباطات فرانسوی است، که در سال ۲۰۱۰ تأسیس شد.